# Johann Viktor Bredt

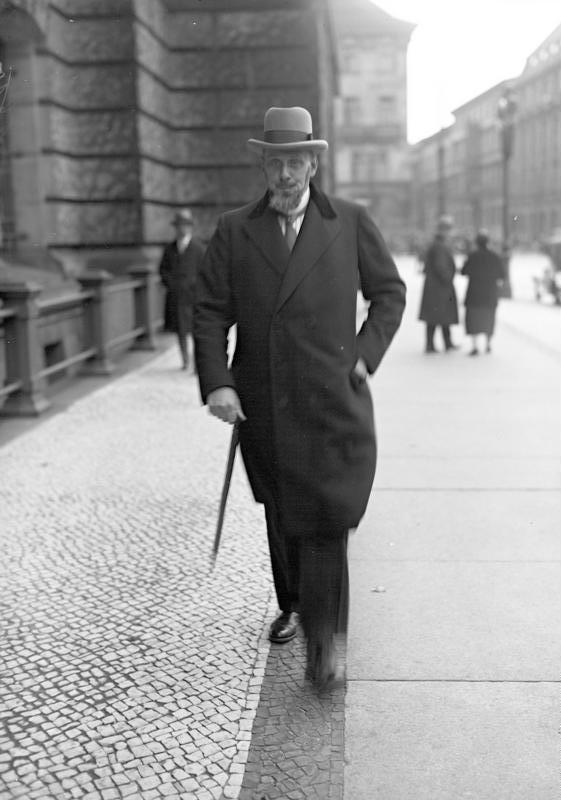
Johann Viktor Bredt

Johann Viktor Bredt (Barmen, 2 maart 1879 - Marburg, 12 december 1940) was een Duits politicus en rechtsgeleerde.

## Biografie
Johann Viktor Bredt werd geboren als zoon van fabrikant en bankier Viktor Bredt. Hij stamde uit een oude gereformeerde familie uit Barmen. Hij volgde van 1897 tot 1898 een opleiding tot bankier. Hierna studeerde hij rechten en economie in Tübingen, Göttingen en Bonn. In 1901 promoveerde hij tot doctor in de rechten en in 1904 tot doctor in de economie. Hij was vervolgens werkzaam als bestuursambtenaar en werd in 1910 hoogleraar in het staatsrecht en het kerkelijk recht aan de Universiteit van Marburg. In 1925 verkreeg hij voor zijn wetenschappelijk werk op het gebied van kerkelijk recht een eredoctoraat in de theologie.
Johann Viktor Bredt was voor de Eerste Wereldoorlog lid van de Vrije Conservatieve Partij (Freikonservative Partei) en was van 1910 tot 1921 lid van de gemeenteraad van Marburg. Van 1911 tot 1918 was hij lid van het Pruisische Huis van Afgevaardigden (Preußisches Abgeordnetenhaus). In 1920 behoorde hij tot de oprichters van de conservatief-liberale Rijkspartij van de Duitse Middenstand (Reichspartei des deutschen Mittelstandes [Wirtschaftspartei]). Van 1921 tot 1924 was hij voor de WP lid van de Pruisische Landdag (Preußischer Landtag). Aansluitend was hij tot 1932 lid van de Rijksdag (Reichstag).
Johann Viktor Bredt was van 30 maart tot 3 december 1930 rijksminister van Justitie in het kabinet-Brüning I. Hij trad op 3 december af, nadat de WP-fractie in de Rijksdag de begroting van rijkskanselier Heinrich Brüning verwierp.
Hij overleed op 61-jarige leeftijd eind 1940 in Marburg.

## Werken
- Die Trennung v. Kirche u. Staat, 1919
- Die Rechte des Summus Episcopus, 1919
- Neues evangelisches Kirchenrecht für Preußen, 3 banden, 1921-27
- Der Geist der dt. Reichsverfassung, 1924
- Der dt. Reichstag im Weltkrieg, 1926
- Die Verfassung der ref. Kirche in Cleve-Jülich-Berg-Mark